# 林晓松
林晓松 (1957年—2007年)，拓扑学家，江苏苏州人，中华人民共和国教育部长江学者讲座教授。

## 生平
林晓松先后毕业于南京邮电学院 、北京大学、加州大学圣地牙哥分校，1988至1995年在哥伦比亚大学任教，1995起在加州大学河畔分校任教，2007年因病逝世。